# Demotina
Demotina es un género de escarabajos  de la familia Chrysomelidae. En 1863 Baly describió el género. Contiene las siguientes especies:
- Demotina albomaculata (Tang, 1992)
- Demotina bicoloriceps (Tang, 1992)
- Demotina collaris Eroshkina, 1992
- Demotina costata Eroshkina, 1992
- Demotina flavicornis Tan & Zhou en Zhou & Tan, 1997
- Demotina imasakai Isono, 1990
- Demotina imasakai Isono, 1990
- Demotina medvedevi Moseyko, 2005
- Demotina medvedeviana Moseyko, 2006
- Demotina minuta Eroshkina, 1992
- Demotina nigrita Eroshkina, 1992
- Demotina punctata Takizawa, 1978
- Demotina regularis Eroshkina, 1992
- Demotina serriventris Isono, 1990
- Demotina serriventris Isono, 1990
- Demotina silvatica Eroshkina, 1992
- Demotina squamosa Isono, 1990
- Demotina squamosa Isono, 1990
- Demotina vernalis Isono, 1990
- Demotina vernalis Isono, 1990
- Demotina vietnamica Eroshkina, 1992
- Demotina weisei Eroshkina, 1992